# Lucas, Iowa
Lucas är en ort i Lucas County i Iowa. Vid 2010 års folkräkning hade Lucas 216 invånare.